# Lopinavir
Il lopinavir (conosciuto anche con la sigla ABT-378) è un farmaco ad attività antiretrovirale appartenente alla classe degli inibitori delle proteasi. In commercio si trova in associazione precostituita con un altro inibitore delle proteasi, il ritonavir, sotto il nome commerciale di Kaletra, della società farmaceutica Abbott. Lopinavir è indicato in associazione con altri composti antivirali per trattare adulti e bambini (di almeno due anni di età) con infezione da HIV-1, il virus dell'AIDS.

## Farmacocinetica
Dopo somministrazione orale il farmaco viene assorbito dal tratto gastrointestinale. Lopinavir viene metabolizzato pressoché completamente dal fegato, ad opera dell'isoenzima CYP3A. Il ritonavir rallenta il metabolismo del lopinavir, inibendo il citocromo P450 isoenzima 3A4 e pertanto ne aumenta i livelli plasmatici. Il legame di lopinavir con le proteine plasmatiche è estremamente elevato e pari a circa il 98-99%.
Dosi multiple di 400/100 mg di lopinavir/ritobavir somministrate per 4 settimane hanno prodotto valori medi di concentrazioni plasmatiche massime (Cmax) di lopinavir pari a circa 9,6 mcg/ml a distanza di 4 ore dalla assunzione. Sfortunatamente non è stata stabilita la biodisponibilità assoluta del lopinavir nell'uomo.

## Usi clinici
Il farmaco è indicato, in associazione con altri farmaci ad azione antiretrovirale, nel trattamento di soggetti con infezione da HIV-1, siano essi adulti o bambini di età superiore ai due anni.
In genere il farmaco viene preferito ad altri agenti antiretrovirali per il trattamento di pazienti in precedenza mai sottoposti a terapia, mentre per la terapia di pazienti con infezione HIV-1 e precedenti tentativi terapeutici con altri inibitori della proteasi è necessario basarsi sui test di resistenza virale individuale e sulla storia dei precedenti trattamenti.

Lopinavir non viene mai utilizzato in monoterapia per l'intensa metabolizzazione a livello epatico, clinicamente è risultata estremamente valida l'associazione lopinavir/ritonavir.

## Avvertenze
Ad oggi esistono solo dati molto limitati sul salvataggio di pazienti che non rispondono alla trattamento con lopinavir/ritonavir. Sono in corso studi sperimentali corso per stabilire l'utilità di un potenziale trattamento di salvataggio con altri inibitori delle proteasi, ad esempio amprenavir o saquinavir.